# Automeris maculatus
Automeris maculatus är en fjärilsart som beskrevs av Conte 1906. Automeris maculatus ingår i släktet Automeris och familjen påfågelsspinnare. Inga underarter finns listade i Catalogue of Life.